# Yi'an
För andra betydelser, se Yi'an (olika betydelser).
Yi'an, tidigare stavat Ian, är ett härad som lyder under Qiqihars stad på prefekturnivå i Heilongjiang-provinsen i nordöstra Kina. Det ligger omkring 240 kilometer nordväst om provinshuvudstaden Harbin. 